# Рыбаков, Анатолий Михайлович
Анато́лий Миха́йлович Рыбако́в (5 февраля 1919, Пугачёв, Самарская губерния — 29 марта 1962, Москва) — советский кинорежиссёр.

## Биография
Родился в городе Пугачёве (ныне — Саратовской области).
В 1937—1938 годах учился в Военно-воздушной инженерной академии имени Н. Е. Жуковского. После ареста отца был исключён из числа студентов и из комсомола.
В 1938 году поступил в Московский полиграфический институт.
В том же 1938 поступил во ВГИК (мастерская С. М. Эйзенштейна, Л. В. Кулешова).
В 1941 году отправился на «трудовой фронт». После возвращения работал ассистентом режиссёра на «Союздетфильме»: «Боевой киносборник № 7» (новеллы «Ровно в 7», «Приёмщик катастроф»).
В 1943 году защитил диплом, снятый на киностудии «Союздетфильм» в Сталинабаде.
После защиты работал ассистентом Григория Александрова на фильмах «Каспийские люди» (1944) и «Весна» (1947).

## Семья

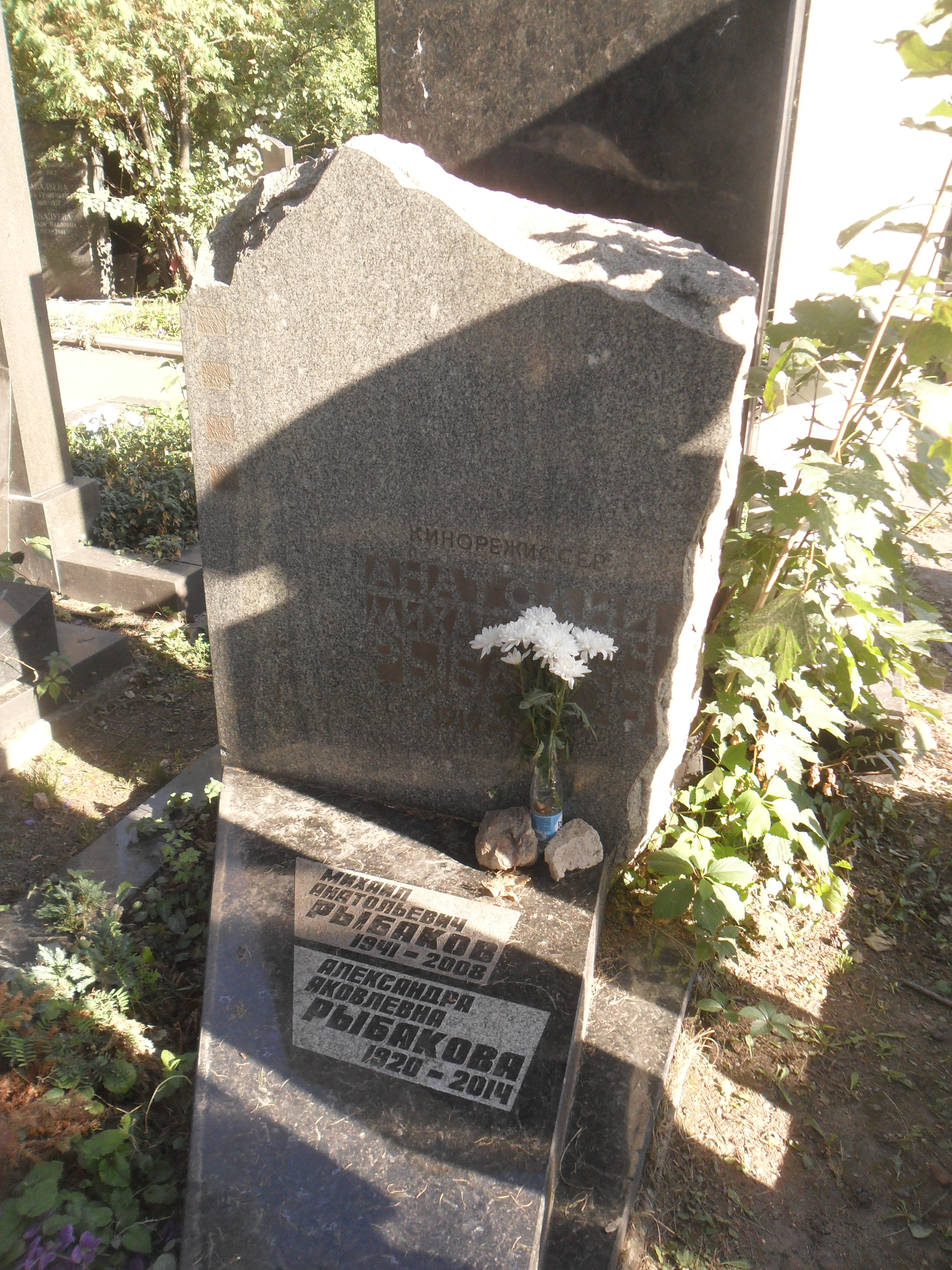
Могила Анатолия Рыбакова на Новодевичьем кладбище Москвы.

- Отец — Михаил Александрович Рыбаков (27 ноября 1886 — расстрелян 20 января 1938) — комдив 43-й Терской стрелковой дивизии, доцент, начальник кафедры малой войны Военной академии имени М. В. Фрунзе (с 1934 по 1937).
- Мать — Вера Рыбакова (1889—1951) — врач, акушер-гинеколог.
- Жена — Александра Рыбакова (20 марта 1920 — 7 апреля 2014) — режиссёр-документалист.
- Сын — Михаил Рыбаков (5 марта 1941 — 7 сентября 2008) — режиссёр-документалист.

## Фильмография

### Режиссёр
- 1948 — Путь славы (совместно с Михаилом Швейцером и Борисом Бунеевым)
- 1953 — Завтрак у предводителя (фильм-спектакль Театра-студии киноактёра по одноимённому произведению И. С. Тургенева)
- 1956 — Дело № 306
- 1957 — Цель его жизни
- 1959 — Василий Суриков
- 1961 — В начале века